# 伊藤卓 (サッカー選手)
伊藤 卓（いとう すぐる、1975年9月7日 - ）は、茨城県日立市出身の元サッカー選手。ポジションはMF。

## 来歴
小学生時代までは茨城県日立市で生活し、河原子FC（現日立FC）に所属。1学年下には鈴木隆行がいた。1987年には第11回全日本少年サッカー大会に出場し3位となる。秋田県の昭和町飯田川町組合立羽城中学校卒。
高校は静岡県の東海大一高等学校へ越境入学。しかし在学中に強豪のひしめく静岡県予選を突破して高校選手権へ出場する事は出来なかった。また3年次の1993年にはU-20日本代表に選出され主将を務めた。
高校卒業後は国士舘大学に進学、U-20日本代表には主力と主将として1994年のAFCユース選手権準優勝に貢献し、日本サッカー史上初めてアジア予選を突破。自国開催であった79年大会以来、8大会ぶりとなるワールドユース出場に導いたが、翌1995年のワールドユース選手権では、プロとなった同年代選手の急成長に押され控えの立場となり、主将も熊谷浩二に変更された。危機感を感じた伊藤は大学を中退して1996年に名古屋グランパスエイトに入団した。しかしプロになってからは出場機会に恵まれず、1999年7月に京都パープルサンガに期限付き移籍した。しかし京都でも出場機会はなく、翌年には当時J2のベガルタ仙台に再び期限付き移籍した。
仙台ではある程度の出場機会を得て6得点をあげたものの完全移籍までには至らず、2001年は湘南ベルマーレでプレーした。しかし湘南では再び出場機会が激減し、この年限りでJリーグでのキャリアを終えることになった。
引退後は国士舘大学サッカー部でコーチを務める。

## 所属クラブ
- 1991年 - 1993年 東海大一高校
- 1994年 - 1995年 国士舘大学
- 1996年 - 2000年 名古屋グランパスエイト
  - 1999年 京都パープルサンガ (期限付き移籍)
  - 2000年 ベガルタ仙台 (期限付き移籍)
- 2001年 湘南ベルマーレ

## 個人成績
| 国内大会個人成績 | 国内大会個人成績 | 国内大会個人成績 | 国内大会個人成績 | 国内大会個人成績 | 国内大会個人成績 | 国内大会個人成績 | 国内大会個人成績 | 国内大会個人成績 | 国内大会個人成績 | 国内大会個人成績 | 国内大会個人成績 |
| 年度             | クラブ           | 背番号           | リーグ           | リーグ戦         | リーグ戦         | リーグ杯         | リーグ杯         | オープン杯       | オープン杯       | 期間通算         | 期間通算         |
| 年度             | クラブ           | 背番号           | リーグ           | 出場             | 得点             | 出場             | 得点             | 出場             | 得点             | 出場             | 得点             |
| 日本             | 日本             | 日本             | 日本             | リーグ戦         | リーグ戦         | リーグ杯         | リーグ杯         | 天皇杯           | 天皇杯           | 期間通算         | 期間通算         |
| ---------------- | ---------------- | ---------------- | ---------------- | ---------------- | ---------------- | ---------------- | ---------------- | ---------------- | ---------------- | ---------------- | ---------------- |
| 1996             | 名古屋           | -                | J                | 0                | 0                | 0                | 0                | 0                | 0                | 0                | 0                |
| 1997             | 名古屋           | 20               | J                | 9                | 1                | 0                | 0                | 1                | 0                | 10               | 1                |
| 1998             | 名古屋           | 20               | J                | 7                | 1                | 4                | 1                | 1                | 0                | 12               | 2                |
| 1999             | 名古屋           | 20               | J1               | 1                | 0                | 0                | 0                | -                | -                | 1                | 0                |
| 1999             | 京都             | 13               | J1               | 0                | 0                | 0                | 0                | 0                | 0                | 0                | 0                |
| 2000             | 仙台             | 14               | J2               | 24               | 6                | 1                | 0                | 1                | 0                | 26               | 6                |
| 2001             | 湘南             | 17               | J2               | 5                | 0                | 2                | 0                | 0                | 0                | 7                | 0                |
| 通算             | 日本             | 日本             | J1               | 17               | 2                | 4                | 1                | 2                | 0                | 23               | 3                |
| 通算             | 日本             | 日本             | J2               | 29               | 6                | 3                | 0                | 1                | 0                | 33               | 6                |
| 総通算           | 総通算           | 総通算           | 総通算           | 46               | 8                | 7                | 1                | 3                | 0                | 56               | 9                |

## 代表歴
- U-18、U-19、U-20日本代表（1993年-1995年）
  - 1995年 FIFAワールドユース選手権（準々決勝）
- アトランタオリンピック日本代表候補

## 指導歴
- 尚美学園大学 コーチ